# Baeoura tasmanica
Baeoura tasmanica là một loài ruồi trong họ Limoniidae. Chúng phân bố ở miền Australasia.